# 1127 Мими
1127 Мими је астероид главног астероидног појаса са пречником од приближно 46,84 км.
Афел астероида је на удаљености од 3,281 астрономских јединица (АЈ) од Сунца, а перихел на 1,906 АЈ.
Ексцентрицитет орбите износи 0,264, инклинација (нагиб) орбите у односу на раван еклиптике 14,753 степени, а орбитални период износи 1525,790 дана (4,177 године).
Апсолутна магнитуда астероида је 10,95 а геометријски албедо 0,033.
Астероид је откривен 13. јануара 1929. године.